# Psilochasmus oxyurus
Psilochasmus oxyurus är en plattmaskart. Psilochasmus oxyurus ingår i släktet Psilochasmus och familjen Psilostomatidae. Inga underarter finns listade i Catalogue of Life.